# كريم المراكشي
كريم المراكشي هو رسام ومهندس معماري مغربي من مواليد سنة 1959 بمدينة فاس.

## مسيرته
ولد كريم المراكشي في عام 1959 بفاس، عاش وعمل في الدار البيضاء منذ عام 1963. درس في مدرسة جورج بيزيه الابتدائية وثانوية ليوطي.
في عام 1979، تخرج بشهادة بكالوريوس العلوم في العلوم التجريبية وقرر دراسة اللغة الإنجليزية والسفر إلى الولايات المتحدة.
من عام 1982 إلى عام 1988، درس الهندسة المعمارية في المدرسة الخاصة للهندسة المعمارية في باريس. على الرغم من استثماره في الهندسة المعمارية، فقد حضر دروس الفن مع الأستاذ هنري مارتن.
في عام 1988، تخرج من الهندسة المعمارية، وعاد إلى المغرب في عام 1990 لممارسة وظيفته كمهندس معماري وتنفيذ العديد من المشاريع، بما في ذلك المدارس والمكاتب.
بالتوازي مع مشاريعه العقارية، كان يعمل منذ عام 2002 على العديد من الموضوعات الفنية للرسم. ولكن منذ عام 2009، كرس نفسه أساسا للرسم.
في عام 2012، قرر أن يعرض أعماله لأول مرة. وفي أقل من عام، عرض في الجديدة وطنجة ومراكش.